# 리그 레지오날 I
리그 레지오날 I(Ligue Régional I)은 알제리 축구 리그 시스템에서 다섯 번째로 높은 축구 리그이다. 이 리그는 국내 클럽의 지역을 기반으로 8개의 그룹으로 구성되며 각 그룹은 다시 해당 지역의 16개 팀으로 구성된다.